# Elaeocarpus macrophyllus
Elaeocarpus macrophyllus är en tvåhjärtbladig växtart som beskrevs av Carl Ludwig von Blume. Elaeocarpus macrophyllus ingår i släktet Elaeocarpus och familjen Elaeocarpaceae. Inga underarter finns listade i Catalogue of Life.